# Kertész János (labdarúgó)
Kertész János (Baktalórántháza, 1968. június 30. –) magyar labdarúgó. Első NB I-es mérkőzése 1992. augusztus 15. Nyíregyháza Spartacus - Újpest FC volt, ahol csapata meglepetésre 1–1-es döntetlent ért el a fővárosi klub ellen.

## Sikerei, díjai
- Nyíregyháza Spartacus:
- Magyar bajnoki 15. hely: 1993
- Magyar kupa 32 közé jutott: 1993
- Stadler FC:
- Magyar bajnoki 9. hely: 1995, 1996
- Magyar kupa negyeddöntős: 1995
- BVSC Budapest:
- Magyar bajnoki 17. hely: 1999
- Magyar kupa 32 közé jutott: 1999